# Un conte de Noël (film, 1938)
Pour les articles homonymes, voir Un conte de Noël.
Pour plus de détails, voir Fiche technique et Distribution.
Un conte de Noël (A Christmas Carol) est un film de Noël américain réalisé par Edwin L. Marin, adapté du roman de Charles Dickens, sorti en 1938. C'est la première adaptation sonore de ce conte dans le cinéma américain.

## Synopsis
La veille de Noël, dans le Londres du XIXe siècle, Fred glisse sur le verglas d'un trottoir. Il rencontre Peter et Tim Cratchit, fils du commis de son oncle Ebenezer, Bob Cratchit. Lorsque Fred révèle qui il est, les garçons s'en vont terrorisés. Fred arrive bientôt au comptoir de son avare oncle maternel, Ebenezer Scrooge. Après avoir décliné une invitation de son neveu à dîner avec lui à Noël, Scrooge rejette deux messieurs collectant de l'argent pour une œuvre caritative. Cette nuit-là, Scrooge permet à contrecœur à son employé Bob Cratchit de prendre congé pour Noël, mais lui ordonne de revenir d'autant plus tôt le lendemain. Plus tard, Bob fait tomber accidentellement le chapeau de Scrooge avec une boule de neige. Scrooge licencie Bob et retient une semaine de salaire pour compenser les dégâts de son chapeau, exigeant également un shilling supplémentaire. Bob dépense le reste de son salaire en nourriture pour le dîner de Noël de sa famille.

## Fiche technique
- Titre original : A Christmas Carol
- Réalisation : Edwin L. Marin
- Scénario : Hugo Butler d'après A Christmas Carol de Charles Dickens
- Producteur : Joseph L. Mankiewicz
- Photographie : Sidney Wagner, John F. Seitz
- Costumes : Valles
- Montage : George Boemler
- Musique : Franz Waxman
- Production : Metro-Goldwyn-Mayer
- Distributeur : Loew's, Inc.
- Durée : 69 minutes
- Date de sortie : 
  - États-Unis : 16 décembre 1938

## Distribution
- Reginald Owen : Ebenezer Scrooge
- Gene Lockhart : Bob Cratchit
- Kathleen Lockhart : Mrs. Cratchit
- Terry Kilburn : Tiny Tim Cratchit
- Barry MacKay : Fred
- Lynne Carver : Bess

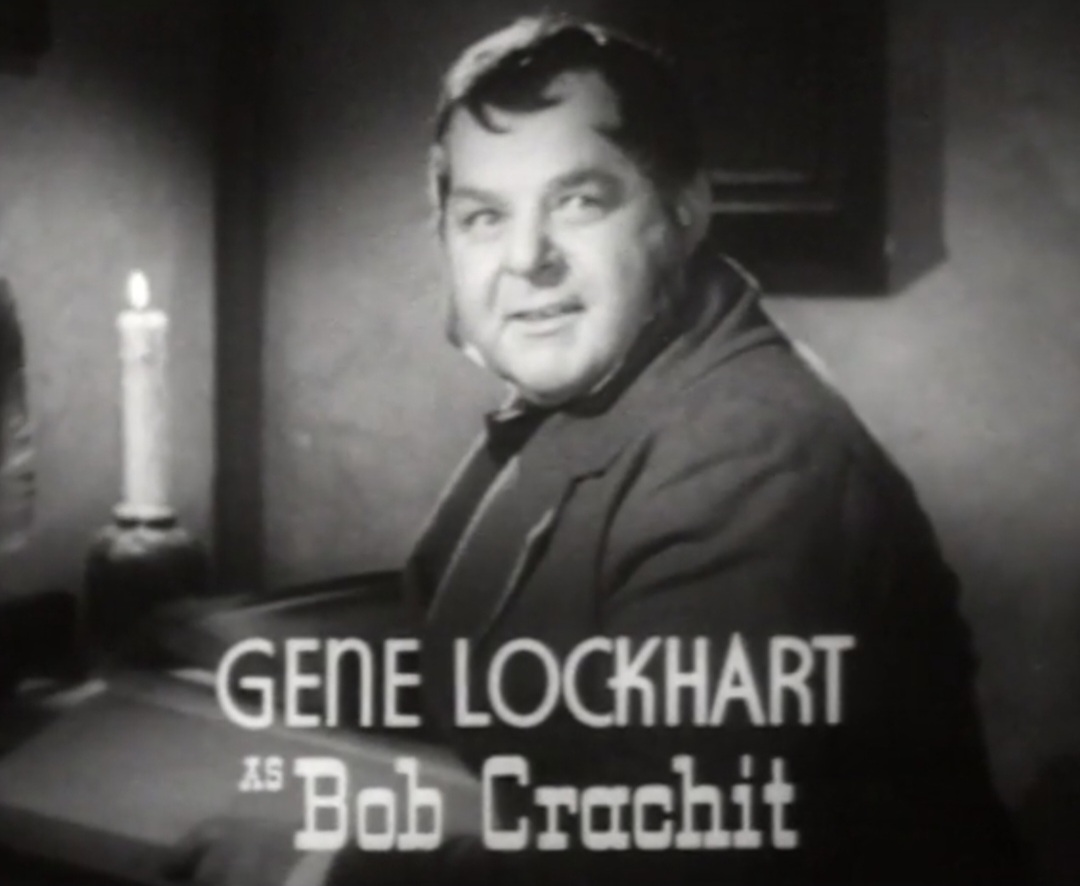
Gene Lockhart dans le générique du film.

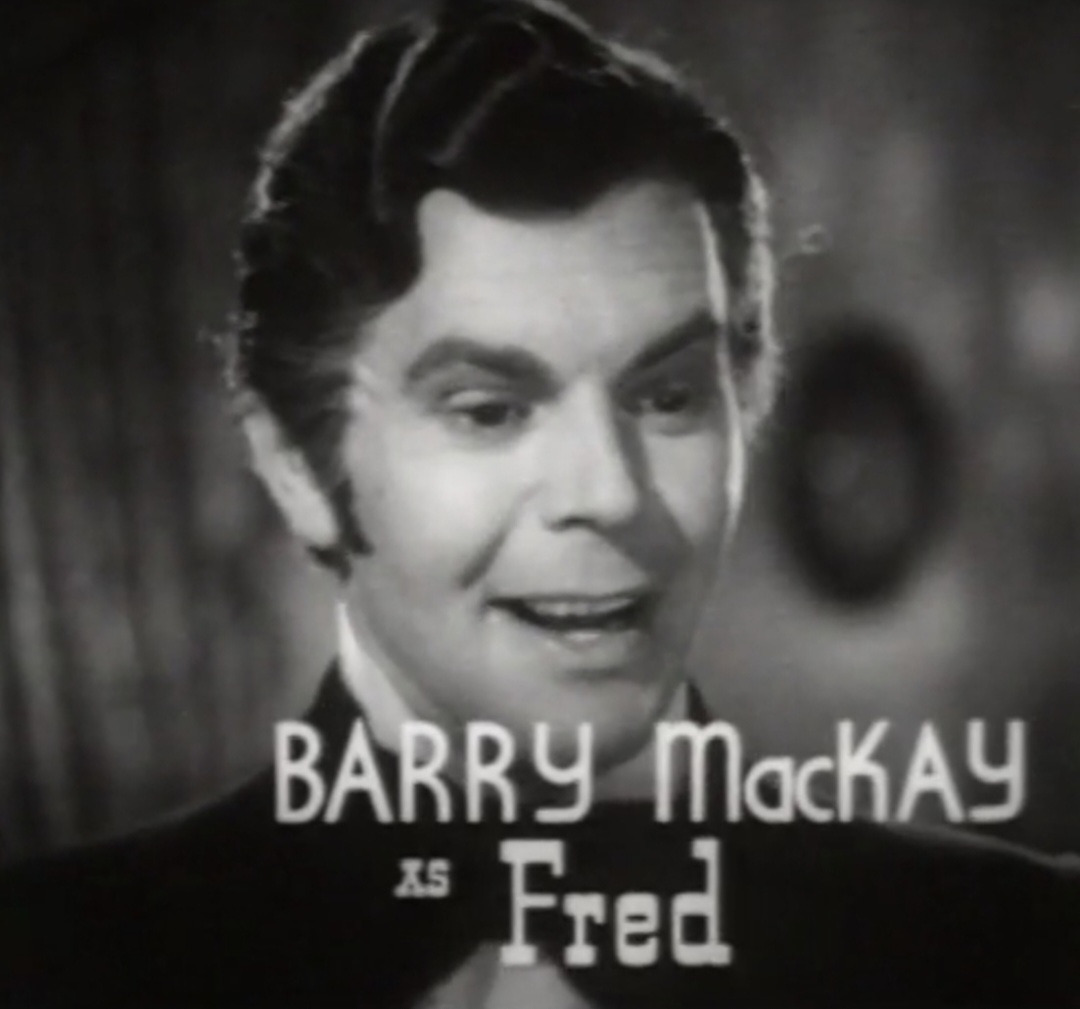
Barry MacKay dans le générique du film.

- Bunny Beatty : Martha Cratchit (non créditée)
- June Lockhart : Belinda Cratchit (non créditée)
- John O'Day : Peter Cratchit (non crédité)
- Leo G. Carroll : Jacob Marley
- Ann Rutherford : Ghost of Christmas Past
- Lionel Braham : Ghost of Christmas Present
- D'Arcy Corrigan : Ghost of Christmas Yet to Come
- Ronald Sinclair : Young Scrooge
- Elvira Stevens : Fran Scrooge (non crédité)
- Forrester Harvey : Old Fezziwig (non crédité)
- Olaf Hytten : Schoolmaster (non crédité)
- Harry Cording : Waiter (non crédité)
- Halliwell Hobbes : Clergyman (non crédité)
- Charles Coleman : First Solicitor (non crédité)
- Matthew Boulton : Second Solicitor (non crédité)
- John Rogers : Chestnut Vendor (non crédité)
- Cliff Severn : le garçon (non crédité)

## Production
Produit par Metro-Goldwyn-Mayer, le film devait initialement avoir pour vedette Lionel Barrymore  dans le rôle de Scrooge, mais il était trop malade à l'époque du tournage.